# Tennistoernooi van Sopot 2004
|                                          |  |                                     |
| Flavia Pennetta, winnares bij de vrouwen |  | Rafael Nadal, winnaar bij de mannen |

Het tennistoernooi van Sopot van 2004 werd van 9 tot en met 15 augustus 2004 gespeeld op de gravelbanen van de Sopocki Klub Tenisowy in de Poolse badplaats Sopot. De officiële naam van het toernooi was Prokom Open.
Het toernooi bestond uit twee delen:
- WTA-toernooi van Sopot 2004, het toernooi voor de vrouwen
- ATP-toernooi van Sopot 2004, het toernooi voor de mannen

ATP-toernooi van Sopot‎ – WTA-toernooi van Sopot

2001 · 
2002 · 
2003 · 
2004